# بتا (حرف)
بتا (بزرگ: Β، کوچک: β, ϐ; (به یونانی: Βήτα) [ˈbeˑta] ویتا) دومین حرف از الفبای یونانی است. در سیستم عددی یونانی مقدار ۲ را دارد. در زبان یونانی باستان بتا انفجاری دولبی واک‌دار /b/ را نمایش می‌دهد. در زبان یونانی مدرن سایشی لبی‌دندانی واکدار /v/ را نمایش می‌دهد. حروفی که از بتا به وجود آمده‌ند حرف لاتین ⟨B⟩ و حروف سیریلیک ⟨Б⟩ و ⟨В⟩ هستند.

## تاریخچه
حرف بتا نشأت گرفته از حرف ب الفبای فنیقی بود.

## کاربردها
کونیی بتا در فیزیک و ریاضی استفاده فراوان دارد که از آن می‌توان به واپاشی بتا مثال زد.

### اعداد جبری
در سیستم اعداد یونانی، بتا مقدار ۲ را دارد. چنین استفاده‌ای از بتا، با علامت عددی ′Β نشان داده می‌شود. در بخش نماد علمی آن را به عنوان یک ذره استفاده می‌کنند و به صورت بیتا /bIta/ تلفظ می‌شود.

### کامپیوتر
در علوم کامپیوتر، اصطلاح بتا (معمولاً) آخرین انتشار تستی (یا انتشار پیش‌نمایش) در چرخه حیات نرم‌افزار قبل از انتشار اصلی است.
| الفبای یونانی | الفبای یونانی | الفبای یونانی | الفبای یونانی | الفبای یونانی | الفبای یونانی | الفبای یونانی | الفبای یونانی | الفبای یونانی | الفبای یونانی | الفبای یونانی | الفبای یونانی | الفبای یونانی | الفبای یونانی | الفبای یونانی | الفبای یونانی | الفبای یونانی | الفبای یونانی | الفبای یونانی | الفبای یونانی | الفبای یونانی | الفبای یونانی | الفبای یونانی | الفبای یونانی |
| ------------- | ------------- | ------------- | ------------- | ------------- | ------------- | ------------- | ------------- | ------------- | ------------- | ------------- | ------------- | ------------- | ------------- | ------------- | ------------- | ------------- | ------------- | ------------- | ------------- | ------------- | ------------- | ------------- | ------------- |
| Αα            | Ββ            | Γγ            | Δδ            | Εε            | Ζζ            | Ηη            | Θθ            | Ιι            | Κκ            | Λλ            | Μμ            | Νν            | Ξξ            | Οο            | Ππ            | Ρρ            | Σσς           | Ττ            | Υυ            | Φφ            | Χχ            | Ψψ            | Ωω            |
|               |               |               |               |               |               |               | Ϝϝ*           | Ϛϛ*           | Ͱͱ*           | Ϻϻ*           | Ϙϙ*           | Ϟϟ*           | Ͳͳ*           | Ϡϡ*           | Ϸϸ*           |               |               |               |               |               |               |               |               |